# Kalin (víztározó)
A 2394 m tengerszint feletti magasságon fekvő Kalin-víztározó Bulgária és a Balkán-félsziget legmagasabban fekvő víztározója.1943-1946 között építette a Granitoid vállalat, a Rila-völgy további magashegyi vízerőműveivel (Kalin, Kamenec, Pasztra és Rila) együtt. A közelben található Karagöl víztározóval alagutakkal és csatornákkal összefüggő rendszert alkot. A víztározó közelében található az Ivan Vazov menedékház. A területet 1700 méter szintkülönbség, festői magánút köti össze Pasztra faluval.

## Fordítás
Ez a szócikk részben vagy egészben  a(z)   Калин (язовир) című bolgár Wikipédia-szócikk ezen változatának fordításán alapul.  Az eredeti cikk szerkesztőit annak laptörténete sorolja fel. Ez a jelzés csupán a megfogalmazás eredetét és a szerzői jogokat jelzi, nem szolgál a cikkben szereplő információk forrásmegjelöléseként.